# Antoine Fuqua
Antoine Fuqua (n. 30 mai 1965, Pittsburgh, Pennsylvania, SUA) este un regizor de film american. Printre filmele regizate de el se numără Zi de instrucție, Ucigași de schimb, Regele Arthur, Polițiști în Brooklyn, Cod Roșu la Casa Albă și trilogia The Equalizer.

## Filmografie

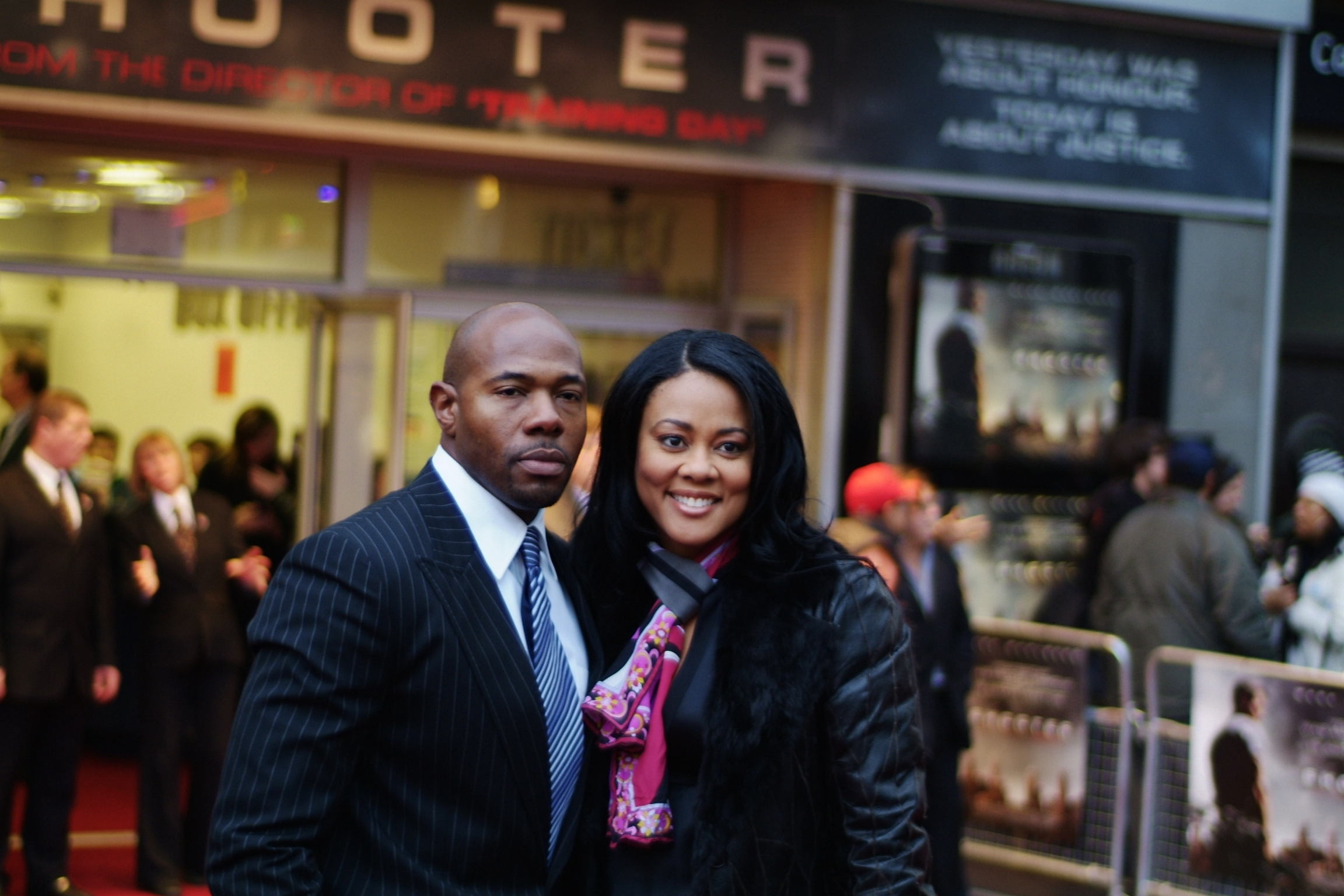
Fuqua împreună cu soția lui, Lela Rochon

| An   | Titlu                                     | Note          |
| ---- | ----------------------------------------- | ------------- |
| 1992 | Inside Out IV                             | Direct-pe-DVD |
| 1998 | Ucigași de schimb                         |               |
| 1999 | Usher Live                                | Direct-pe-DVD |
| 2000 | Momeala                                   |               |
| 2001 | From Toni with Love: The Video Collection | Direct-pe-DVD |
| 2001 | Zi de instrucție                          |               |
| 2003 | Lacrimi din Soare                         |               |
| 2004 | Lightning in a Bottle                     | Documentar    |
| 2004 | Regele Arthur                             |               |
| 2005 | Murder Book                               | TV            |
| 2006 | The Call                                  |               |
| 2007 | Lunetistul                                |               |
| 2010 | Polițiști în Brooklyn                     |               |
| 2013 | Cod Roșu la Casa Albă                     |               |
| 2014 | The Equalizer                             |               |
| 2015 | Southpaw                                  |               |
| 2016 | The Magnificent Seven                     |               |
| 2018 | The Equalizer 2                           |               |
| 2021 | Infinite                                  |               |
| 2021 | The Guilty                                |               |
| 2022 | Bullet Train                              |               |
| 2022 | Emancipation                              |               |
| 2023 | The Equalizer 3                           |               |

### Videoclipuri muzicale
- „Love's Taken Over”, Chante Moore (1992)
- „It's Alright”, Chante Moore (1992)
- „Nobody Does It Betta”, Mint Condition (1993)
- „Saving Forever for You”,  Shanice (1993)
- „The Morning After”, Maze featuring Frankie Beverly (1993)
- „Ain't Nobody”, Jaki Graham (1994)
- „Somewhere”, Shanice (1994)
- „I'm In The Mood”, CeCe Peniston (1994)
- „The Most Beautiful Girl in the World”, Prince (1994)
- „United Front”, Arrested Development (1994)
- „For Your Love”, Stevie Wonder (1995)
- „Freedom”, Various Artists (1995)
- „Gangsta's Paradise”, Coolio (1995)
- „Bedtime (Version 2)”, Usher Raymond (1998)
- „Blue Angels”, Pras (1999)
- „Citizen Soldier”, 3 Doors Down (2007)
- „Mirror”, Lil Wayne (2011)

### Reclame
- Pirelli Tires – „The Call” (2006), cu Naomi Campbell și John Malkovich